# Danimarca ai Giochi della XIX Olimpiade
La Danimarca partecipò ai Giochi della XIX Olimpiade che si sono svolti a Città del Messico dal 12 al 27 ottobre 1968, con una delegazione di 64 atleti impegnati in 11 discipline per un totale di 53 competizioni. Portabandiera fu il canottiere Erik Hansen, alla sua terza Olimpiade, già campione olimpico a Roma 1960. Il bottino della squadra, sempre presente ai Giochi estivi ad eccezione di Saint Louis 1904, fu di una medaglia d'oro, quattro d'argento e tre di bronzo. La squadra danese registrò notevoli risultati nel ciclismo, disciplina nella quale raggiunse il secondo posto nel medagliere con una medaglia d'oro e tre d'argento.

## Medagliere

### Per discipline
| Sport       | Oro | Argento | Bronzo | Totale |
| ----------- | --- | ------- | ------ | ------ |
| Ciclismo    | 1   | 3       | 0      | 4      |
| Vela        | 0   | 1       | 0      | 1      |
| Canottaggio | 0   | 0       | 2      | 2      |
| Canoa/kayak | 0   | 0       | 1      | 1      |
| Totale      | 1   | 4       | 3      | 8      |

### Medaglie
| Medaglia | Atleta                                                      | Sport       | Evento                   |
| -------- | ----------------------------------------------------------- | ----------- | ------------------------ |
| Oro      | Gunnar Asmussen Reno Olsen Mogens Frey Jensen Per Lyngemark | Ciclismo    | Inseguimento a squadre   |
| Argento  | Leif Mortensen                                              | Ciclismo    | Corsa in linea           |
| Argento  | Niels Fredborg                                              | Ciclismo    | Chilometro a cronometro  |
| Argento  | Mogens Frey Jensen                                          | Ciclismo    | Inseguimento individuale |
| Argento  | Aage Birch Niels Markussen Paul Lindemark Jørgensen         | Vela        | Dragone                  |
| Bronzo   | Erik Hansen                                                 | Canoa/kayak | K1 1000 metri maschile   |
| Bronzo   | Peter Christiansen Ivan Larsen                              | Canottaggio | Due senza maschile       |
| Bronzo   | Jørn Krab Harry Jørgensen Tim. Preben Krab                  | Canottaggio | Due con maschile         |